# Sebastien Ascarat
Sébastien Ascarat (Bayona, 30 de mayo de 1988) es un exjugador francés de rugby de ascendencia española que se desempeñaba como ala, fue internacional absoluto con la selección de rugby de España. 

## Clubes
| Temporada(s) | Club             |
| ------------ | ---------------- |
| 2008-2010    | Aviron Bayonnais |
| 2010-2014    | FC Auch          |
| 2014-2019    | US Montauban     |